# Можжевельник стройный
Можжевельник стройный, или Можжевельник восточно-африканский (лат. Juniperus procera) — вид растений рода Можжевельник семейства Кипарисовые.

## Описание
Деревья, двудомные, высотой до 40 м. Шишки с 2-5 раздельными семенами, сине-черные, с восковым налетом. Хвоя мутовчато расположенная по три хвоинки. Малотребователен к почве. Древесина дерева устойчива против гниения. В посадках весьма декоративен.

## Распространение
В естественных условиях растёт в Африке, распространяясь на юг до 18° южной широты. Широко встречается в горных районах восточной Африки. Это единственный из можжевельников, произрастающий к югу от экватора. Также растет на Аравийском полуострове.

## Синонимы
- Juniperus abyssinica K.Koch (1873)
- Juniperus hochstetteri Antoine (1857)
- Sabina procera (Hochst. ex Endl.) Antoine (1857)